# 동물원 1집
《동물원 1집》은 대한민국의 포크 그룹 동물원의 데뷔 음반이다. 투박하고 때로는 장난스러운 이들의 음악은 "아마추어리즘이 길러낸 가장 뛰어난 수확"으로 평가받는다. 순수한 정서로 대중에게 각인된 동물원은 "영원한 가객" 김광석이 몸담았던 그룹이기도 하다.

## 배경
동물원은 서울대학교 노래패 노래를 찾는 사람들 출신의 김창기, 유준열, 박기영, 박경찬, 김광석 등을 주축으로 결성되었다. 1980년대 중반, 대한민국의 대학가에서는 민주화 운동과 민중가요의 영향을 받은 음악들이 유행했으며, 이 시기의 사회적 분위기는 젊은이들 사이에서 음악적으로 강한 결속력을 형성하였다. 이러한 시점에서 동물원은 대학가요를 기반으로 한 민중적이면서도 대중적인 음악을 결합한 새로운 시도를 하였다.
이 밴드는 당시 상업적인 가요계와 차별화된 순수 아마추어리즘의 정신을 보여주었으며, 각자의 곡을 직접 작사·작곡하고 자신이 부르는 방식으로 음반을 제작하였다. 그들은 개인의 감정과 사회적 메시지를 음악에 담아내며, 1980년대 후반의 젊은 세대와 많은 공감을 이루었다. 그 결과, 《동물원 1집》은 대학가요계뿐만 아니라 대중 음악 시장에서도 큰 주목을 받았다.
특히 〈거리에서〉는 김광석의 감성적인 보컬과 서정적인 멜로디로 대학가와 대중 사이에서 큰 인기를 얻었으며, 이 곡은 이후 김광석의 대표곡 중 하나로 자리잡았다. 이 곡은 거리에서 벌어지는 소소한 이야기와 사람들의 사소한 갈등을 그리며, 당시 젊은이들이 느끼고 있던 사회적 문제와 개인적인 아픔을 음악적으로 풀어냈다. 또한 〈거리에서〉의 성공은 동물원이 음악적으로 강력한 입지를 다지는 계기가 되었으며, 그들의 음악적 색깔을 확립하는 데 중요한 역할을 하였다.
또한 음반은 당시 대중 음악의 주류인 록과 아이돌 음악의 영향력에서 벗어나, 포크와 팝을 결합한 독특한 스타일로 주목을 받았다. 밴드의 멤버들은 다양한 개인적인 음악적 배경을 갖고 있었으며, 그들의 음악은 민속적이고 감성적인 특성을 지니고 있었다. 이들은 당시의 유행을 따르기보다는 자신들만의 음악적 색깔을 고수하며, 곡마다 자아내는 감정선이 매우 강하게 드러난다.

## 곡 목록
| #            | 제목                   | 작사·작곡    | 노래           | 재생 시간 |
| ------------ | ---------------------- | ------------ | -------------- | --------- |
| 1.           | 〈거리에서〉           | 김창기       | 김광석         | 4:54      |
| 2.           | 〈말하지 못한 내사랑〉 | 유준열       | 유준열, 김광석 | 4:18      |
| 3.           | 〈잊혀지는 것〉        | 김창기       | 김창기         | 4:50      |
| 4.           | 〈지붕위의 별〉        | 유준열       | 유준열         | 3:42      |
| 5.           | 〈어느하루〉           | 박경찬       | 박경찬         | 3:06      |
| 6.           | 〈무전여행〉           | 유준열       | 유준열         | 3:16      |
| 총 재생 시간 | 총 재생 시간           | 총 재생 시간 | 총 재생 시간   | 24:06     |

| #            | 제목             | 작사·작곡    | 노래                                   | 재생 시간 |
| ------------ | ---------------- | ------------ | -------------------------------------- | --------- |
| 1.           | 〈비결〉         | 김창기       | 김창기                                 | 3:28      |
| 2.           | 〈변해가네〉     | 김창기       | 박기영                                 | 4:41      |
| 3.           | 〈귀 기울여요〉  | 유준열       | 유준열, 박경찬                         | 4:51      |
| 4.           | 〈그리움〉       | 김창기       | 김창기                                 | 4:19      |
| 5.           | 〈여기서 우리〉  |              | 유영선, 김광석, 박경찬, 유준열, 이상우 | 3:33      |
| 6.           | 〈아! 대한민국〉 |              |                                        |           |
| 총 재생 시간 | 총 재생 시간     | 총 재생 시간 | 총 재생 시간                           | 24:06     |

1. ↑  건전가요이다.